# Союз-8
«Союз-8» — пилотируемый космический корабль серии «Союз». Совершил полёт с 13 октября по 18 октября 1969 года.

## Экипажи
Экипаж при старте
- Шаталов, Владимир Александрович (2-й космический полёт)
- Елисеев, Алексей Станиславович (2-й космический полёт)

Дублирующий экипаж
- Николаев, Андриян Григорьевич
- Севастьянов, Виталий Иванович

## Описание полёта
Первый групповой полёт трёх космических кораблей: «Союз-6», «Союз-7» и «Союз-8». Впервые в космосе оказались сразу три пилотируемых космических аппарата и семь космонавтов.
Официально было объявлено, что целью полёта является испытание систем космического корабля, проведение манёвров на орбите во время группового полёта, а также проведение научных, технических и медико-биологических экспериментов.
Фактически целью полёта была стыковка кораблей «Союз-7» и «Союз-8» и переход одного космонавта из корабля «Союз-7» в «Союз-8» и одного в обратном направлении.
Космонавты «Союза-6» должны были находиться поблизости (приблизительно в 50 метрах) и производить киносъёмку стыковки. Однако из-за отказа электронной системы автоматической стыковки «Игла» стыковка не состоялась. Корабли были оборудованы только для автоматической стыковки, ручная стыковка, под управлением космонавтов, оказалась невозможна, так как у космонавтов не было средств измерения относительной дальности и скорости, не завязанных на систему «Игла». Предпринятая попытка ручной стыковки завершилась неудачно — относительная скорость кораблей была слишком большой, и пришлось экстренно расходиться.
- Пройденное расстояние: 3 317 000 км.
- Количество витков вокруг Земли: 80.
- Место посадки: 145 км севернее Караганды.